# Шуман, Карл (спортсмен)
Карл Шуман (нем. Carl Schuhmann; 12 мая 1869, Мюнстер — 24 марта 1946, Берлин) — немецкий борец, гимнаст, легкоатлет и тяжелоатлет, четырежды чемпион летних Олимпийских игр 1896.

## Олимпийские игры

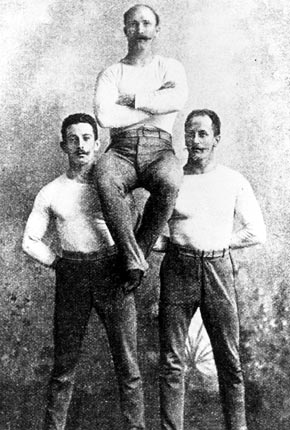
Карл Шуман (в центре) и его партнёры по сборной — Альфред Флатов (слева) и Герман Вайнгертнер (справа)

Карл Шуман участвовал в четырёх различных видах спорта, (другими такими спортсменами игр были датчанин Вигго Йенсен и британец Ланчестон Эллиот), но основным его амплуа была гимнастика.
Участвуя на Олимпийских играх, он стал самым результативным спортсменом игр по количеству выигранных соревнований, а по количеству медалей он стал вторым, пропустив вперёд соотечественника Германа Вайнгертнера

### Борьба

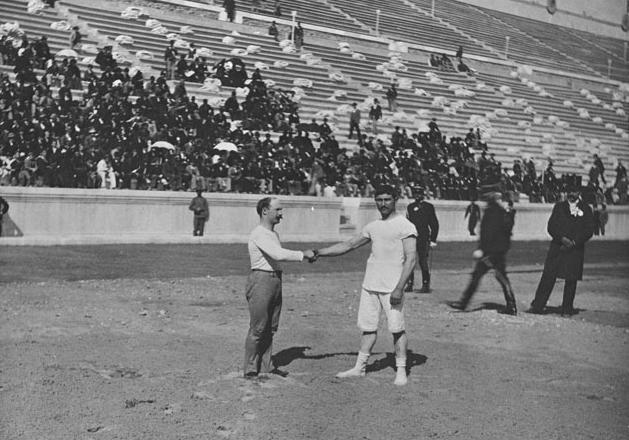
Карл Шуман (справа) и Георгиос Цитас жмут друг другу руки перед финальной схваткой

10 и 11 апреля Шуман участвовал в соревнованиях по борьбе. Сначала он боролся с британцем Ланчестоном Эллиотом, эту схватку он выиграл очень быстро. В финале его соперником был грек Георгиос Цитас, их борьба затянулась и была перенесена на 11 апреля. На следующий день, с утра, они продолжили соревноваться и Шуман вскоре выиграл.

### Гимнастика
Карл Шуман стал победителем в упражнениях на брусьях и перекладине в составе немецкой сборной по гимнастике. Затем, он стал индивидуальным чемпионом в опорном прыжке. Кроме того, он участвовал в упражнениях на коне, перекладине, брусьях и кольцах, но не смог занять призовое место.

### Лёгкая атлетика
В лёгкой атлетике, Шуман участвовал в таких дисциплинах, как тройной прыжок, прыжок в длину и толкание ядра. На всех этих соревнованиях он занимал пятое место, иногда разделяя его с другими соперниками.

### Тяжёлая атлетика
Шуман также участвовал в состязаниях тяжёлой атлетике, в соревновании по толчку двумя руками. Здесь он занял четвёртое место, разделив его с греком Георгиосом Папасидерисом. Его результат был 90 килограмм.